# Operation Mjølner
Øvelsen Operation Mjølner er en kompleks AWWLF (Above Water Warfare Live firing) multinational øvelse, som indeholder taktiske og tekniske affyringsøvelser. Øvelsen har varierende deltagelse fra flere nationer, herunder bl.a. deltagere fra Sjøforsvaret, Royal Navy, den belgiske marine, den hollandske marine og Søværnet. Det bliver, udover de deltagende nationer, foranstaltet i samarbejde med Andøya Test Center, som er en del af Andøya Space Center. ASC er et aktieselskab, hvor 90% ejes af det norske ministerie for handel og industri og fiskeri og 10% ejes af Kongsberg Defense & Aerospace.
Øvelsen er opkaldt efter Mjølner, som er navnet på Thors hammer i nordisk mytologi.
Under Operation Mjølner bliver missiler bl.a. affyret mod mod statiske overflademål, og luftmål som Banshee Jet 80's og Jet 110s, samt interceptende mål opsendt fra Andøya Space Center. Øvelsen indeholder også GUNEX-elementer, med forskellige kanoner, der er involveret træning mod luftmål og mod dynamiske overflademål som Sprite II og Tigersharks USV's

## Formål
Operation Mjølner er en vigtig del af verifikationen af alle våbensystemer, der anvendes af skibene. Herunder både missilaffyringssystemer, kanoner og sensorer.
Grundet det store skydeområde kan nationerne teste en bred del af deres våbensystemer. Øvelsen tillader at skibene træner i krigslignende scenarier, hvor der sejler flere skibe sammen, og det ikke er forudbestemt hvem der skal skyde hvornår. Skibene skal derfor reagere i forhold til de begivenheder, der sker, og gøre dette jævnføre deres procedure og træning. 
Det primære og vigtigste mål for individuelle enheder er at opnå maksimal træningsfordel med al sikkerhed på plads. Der kræves "scenarie tænkning" i modsætning til "objektiv tænkning". Derfor er næsten alle perifere opgaver som dataindsamling og træningssikkerhed isoleret fra skibets besætning, hvilket muliggør "Train as you Fight".

## Område
Øvelsen finder sted i et testområde, der måler måler 80 x 120 sømil ud for Andøya, nordlige Norge, få kilometer nord for polarcirklen, og har dagslys døgnet rundt om sommeren. I vintermånederne er klimaet velegnet til arktisk test af våbensystemer, lanceret fra luft, hav eller land. Øvelserne finder typisk sted om natten, da mængden af civil trafik i området, er minimal på det tidspunkt.

## Andøya Test Center
Andøya Test Center (ATC) bestyrer testområdet til test og validering af luft- og skibsbaserede systemer. Centret er udstyret med moderne instrumentering og infrastruktur. Testområdet ligger på øen Andøya i det nordlige Norge, få kilometer nord for polarcirklen. Udstyret med telemetri og tracking-systemer kan rækkevidden give et komplet datasæt under testen, både i realtid og til analyse efter affyring.
Centeret har en logikapacitet på 65 værelser, hvilket er både praktisk og omkostningseffektivt for projektdeltagerne under øvelser. Beliggende i de nordlige dele af Norge er logistikken stadig effektiv, da ATC ligger tæt på både en ISPS-havn og en militær lufthavn. Civile pendlerfly har daglige flyvninger til Andøya, og flyselskabet Norwegian har en direkte rute fra Oslo. Gennem Andøya Space Center (ASC) kan ATC tilbyde adgang til affyringsramper, der er i stand til at affyre missiler op til 10 tons eller 25 meter i længden. ASC kan også opsende videnskabelige balloner, som kan bruges til testformål, og har en løftekapacitet op til 2500 kg.

## Dansk deltagelse
Danmark har siden 2016 flere gange deltaget i Operation Mjølner.
Af deltagende enheder kan bl.a. nævnes:
- HDMS Esbern Snare
- HDMS Niels Juel
- HDMS Absalon

## Skydninger
Under Operation Mjølner har danske enheder skudt med en række forskellige våbensystemer.

### Missilskydninger
- Evolved Sea Sparrow Missile(ESSM) har været affyret i både tekniske og taktiske scenarier. Det er et skibsaffyret luftforsvarsmissil med kort rækkevidde.
- Harpoon Block II har været affyret i tekniske scenarier. Det er et skibsaffyret "surface to surface" missil (SSM)[2]

### Artilleriskydninger
Artilleriskydninger under Operation Mjølner gennemføres mod både overflade- og luftmål.
Der har været skudt med:
- 5"/54 caliber(127 mm) Mark 45 gun. 127 mm kanonen er monteret på ABSALON-klassen.
- Otobreda 76 mm. 76 mm kanonen er monteret på IVER HUITFELT-klassen.
- Oerlikon Millennium 35 mm. 35 mm kanonen er monteret på ABSALON-klassen og IVER HUITFELT-klassen.

## Referenceliste
1. ↑  "Arkiveret kopi". Arkiveret fra originalen 8. oktober 2020. Hentet 6. oktober 2020.
2. 1 2  Harpoon Block II Anti-Ship Missile
3. ↑  Video: Belgian Navy Frigate Louise Marie Fires Harpoon Missile for the 1st Time
4. ↑  "Andøya Space". Arkiveret fra originalen 9. oktober 2020. Hentet 6. oktober 2020.